# Mac & Devin Go to High School (banda sonora)
Mac & Devin Go to High School es el álbum de colaboración y banda sonora de la película de 2010 con nombre homónimo de los raperos Norteamericanos Wiz Khalifa y Snoop Dogg, el cual fue lanzado el 13 de diciembre de 2011 por Atlantic Records.

## Antecedentes
Snoop Dogg anunció sus planes para el lanzamiento de una película y la banda sonora, junto con Wiz Khalifa de vuelta en enero, con el lanzamiento de la canción "That Good", originalmente destinada a ser el sencillo adelantado de la banda sonora. Fue lanzada para un lanzamiento directo a DVD el 20 de abril, pero se retrasó al 3 de julio. Wiz Khalifa habló de la banda sonora diciendo: "Es un real gran acuerdo, porque nadie lo ha hecho así en cuanto a un veterano en el juego, un OG, un pionero y el más nuevo, más joven, hombre más emocionante de rap que viene a través, y realmente de darle al pueblo un proyecto completo ", dijo Wiz. "Soy un fan de ella, me separo de lo que es, [soy] un gran fan de ella. No puedo esperar." En cuanto al ambiente musical de la banda sonora, Snoop lo describió: "Es algo que te relaje y te haga pasar el día; Es realmente buena música. La música es la calidad, yo ni siquiera tengo ningún título para ello, en cuanto a lo que la música es... es céntrica, es ... ", dijo Dogg buscando las palabras correctas antes de que su compañero en rima le echara una mano.

## Sencillos
"Young, Wild & Free", el primer sencillo de la banda sonora en compañía de Bruno Mars, y producido por The Smeezingtons, fue lanzado el 11 de octubre de 2011. En su primera semana vendió 159,000 copias digitales, debutando en el número 10 en la US Billboard Hot 100, y número 44 en la Canadian Hot 100. El video musical fue filmado el 19 de octubre de 2011.

## Tabla de desempeño
El álbum debutó en el número 29 en la US Billboard 200, vendiendo 38 000 copias en su primera semana. En febrero de 2012 el álbum había vendido 107 000 copias en los Estados Unidos. En Canadá, el álbum debutó en el número 96. El 8 de agosto de 2012 la banda sonora había vendido 140 500 copias en los Estados Unidos.

## Lista de canciones
| N.º | Título                                             | Escritor(es)                                                                                   | Productor(es)           | Duración |  |
| 1.  | «Smokin' On» (featuring Juicy J)                   | Calvin Broadus, Cameron Thomaz, Jordan Houston, Christopher Golson                             | Drumma Boy              | 4:28     |  |
| 2.  | «I Get Lifted» (featuring LaToiya Williams)        | Broadus, Thomaz, Warren Griffin                                                                | Warren G                | 4:52     |  |
| 3.  | «You Can Put it in a Zag, I’mma Put it in a Blunt» | Broadus, Thomaz, Aleksander Manfredi                                                           | Exile                   | 3:19     |  |
| 4.  | «6:30»                                             | Broadus, Thomaz, Dominic Lamb                                                                  | Nottz                   | 4:10     |  |
| 5.  | «Talent Show»                                      | Broadus, Thomaz, Jesse Wilson, Anthony Reyes                                                   | Jesse "Corparal" Wilson | 4:35     |  |
| 6.  | «Let's Go Study»                                   | Broadus, Thomaz, Jacob Dutton                                                                  | Jake One                | 4:05     |  |
| 7.  | «Young, Wild & Free» (featuring Bruno Mars)        | Broadus, Thomaz, Peter Hernandez, Philip Lawrence, Ari Levine                                  | The Smeezingtons        | 3:27     |  |
| 8.  | «OG» (featuring Curren$y)                          | Eric Dan, Jeremy Kulousek, Thomaz, Broadus, Shante Franklin                                    | I.D. Labs               | 4:58     |  |
| 9.  | «French Inhale» (featuring Mike Posner)            | Broadus, Thomaz, Wishkoski, Dutton, Michael Posner, O'Kelly Isley, Ronald Isley, Rudolph Isley | Jake One                | 2:39     |  |
| 10. | «It Could Be Easy»                                 | Broadus, Thomaz, Larrance Dopson, Lamar Edwards                                                | 1500 or Nothin'         | 4:48     |  |
| 11. | «World Class»                                      | Broadus, Thomaz, Ray William Johnson                                                           | Cardo                   | 3:30     |  |
| 12. | «That Good»                                        | Broadus, Thomaz, Johnson                                                                       | Cardo                   | 3:48     |  |

| N.º | Título                        | Escritor(es)                     | Producer(s)     | Duración |  |
| 13. | «High School» (bonus track)   | Broadus, Thomaz, Dopson, Edwards | 1500 or Nothin' | 3:28     |  |
| 14. | «Dev's Song» (pre-order only) | Thomaz, Dan, Kulousek            | I.D. Labs       | 4:30     |  |